# セガネットワークカジノクラブ
『セガネットワークカジノクラブ』（SEGA NETWORK CASINO CLUB、以下SNC）は株式会社セガ・インタラクティブ（2015年3月までは株式会社セガ）が販売、運営をしているオンライン対戦可能なカジノゲームを題材にしたメダルゲームである。

## 概要
本作は、ネット対戦をゲームセンターに普及させるという目的の元で誕生した作品であり、プロデューサーはのちにMJシリーズ総合プロデューサーとなる吉野慎一が務めた。

最大の特徴は、メダルゲームとしては初となるネットワーク経由による他店舗とのオンライン対人戦を可能としたことである。
選択可能なゲームは以下の通りで、一対戦ごとに任意のゲームを選択することができる（ゲーム内でのルールについては後に記述する）。
- セブンカードスタッドポーカー
- ブラックジャック
- ドローポーカー（Ver.2で追加）
- テキサス・ホールデム（Ver.2で追加）
- 麻雀（Ver.3で追加）

アバター、プレイヤーの手、落雷、ライブモニターのリプレイと実況など、おもに演出面においてセガネットワーク対戦麻雀MJシリーズの雰囲気や要素がふんだんに取り入れられている。
セガ・インタラクティブ設立後では、LINDBERGH基板を使用したゲームで唯一ネットワークサービスを実施していたが、2016年3月31日の24:00を以ってネットワークサービスが終了した。同年4月1日以降はゲストプレイによるシングルモードのみでのプレイとなり、専用ICカード並びにメダルバンクの使用は出来なくなった。

## チップ
このゲームはメダルを投入すると、店舗側で設定された倍率でチップに変換される。そのチップをゲーム内ではベットして他のプレイヤーと対戦する事になる。メダルとして払い戻す場合も、同じ倍率でメダル枚数に変換される。ただし、端数のチップはメダルにとして払い出すことはできず、筐体内に残る。
- 例：メダル1枚10チップ設定の店舗において150枚のメダルを投入するとチップは1500枚となり、2115チップ獲得して払い出しを行うと211枚メダルが払い出され、5枚のチップは筐体に残る事になる（但し、400枚を超える払い出しを行ったり、ホッパーが空になったなどの理由でアテンダントペイを行った場合は端数も全てクリアされる）。なお、チップ数とそれに対応するメダル数は常に画面右下に表示されている。

## ゲームの流れ
オフライン化された2016年4月1日以降のゲームの流れは次のようになる。
1. - メダルを挿入する画面にタッチする。
    - 2016年3月31日までは、カードを挿入し、カードを使用しない場合はメダルを挿入する画面にタッチする事でも可能であった。また、新規から始める場合はカード登録が必要になっていた。
2. プレイしたいゲームモードを選ぶ。
  - プレイするゲームを選択。
    - 全国対戦は2016年3月31日の24:00を以って終了した。全国イベントも実施していたが、全国イベントは2016年2月22日〜2月28日23:00開催の第33回ブラックジャック全国大会をもって終了した。全国大会の結果受取は、ネットワークサービス終了と同時に終了した。
    - Ver.3からは、SNC.NETの登録者のみ4桁の暗証番号を設定できるようになり、カード使用の選択後、暗証番号を入力することになっていた（2016年3月31日まで）。
3. 初級、中級、上級テーブルのいずれかを選択する。
  - 各テーブルには最低参加チップが設定されており、それを満たしていないと選択出来ない。
  - ブラックジャックとドローポーカーの初級テーブルのみベットの回数が少なくなっている。
  - 初級テーブルは3人で、中、上級は5人で競う。テキサス・ホールデムおよびセブンカードスタッドポーカーのトーナメントは3人で、麻雀は4人で競う。
  - 上級に向かうにつれレートは上がるので上級テーブルはハイリスク・ハイリターンと言える。
  - Ver.3以降は初級・中級・上級テーブルはそれぞれ低レート・中レート・高レートテーブルに名称が変更されている。
4. 対戦相手をマッチングし、次の試合からそのテーブルに参加する。
  - 対戦相手が見つからない場合はCPU戦となり1試合を終了する度に対戦者を検索し、見つかれば参加し見つからなければ、再びCPU戦となりこれを繰り返す。また、他のプレーヤーがCPU戦のテーブルに参加して定員になってもマッチングは終了する。
5. 対戦が終了しチップが参加規定枚数以上の場合は継続か中断を任意で選ぶ。
  - (Ver.1)ボーナスゲームのステップゲージが一杯になった場合はテーブルを離れボーナスゲームとなる。ボーナスゲーム後はテーブルを移動し再開する事が可能。
  - (Ver.2)獲得した「チャレンジボール」が３つ以上になった場合には、テーブルを離れボーナスゲームへ進むことができる。ボーナスゲーム後はテーブルを移動し再開する事が可能。
  - (Ver.3)C-CHIPが1000枚以上、かつWINゲージ（試合に勝った時に点灯）が満タン（5個）になった時に任意のタイミングで挑戦できる（但し、WINゲージはチャレンジゲームに突入するための物であり、チャレンジゲームには直接関係無い）。Ver.1のチャレンジゲートか、Ver.2のVチャレンジの2種類から選択でき、両ゲームとも基本は変わりないが、C-CHIPの枚数によって期待度がアップする（チャレンジゲートであれば扉クリア時の獲得チップが増加し、Vチャレンジであればボール数の増加・ボールのレア度アップが期待できる）。C-CHIPの上限は10000でありそれを超えた場合は強制的にボーナスゲームへと移行し､ボーナスゲーム後はテーブルを移動し再開する事が可能。
6. メダルの払い出しはデモ画面中限定
  - このゲームではメダルの途中払い出しが一切できない。これは『オールイン』といって残りチップすべてを賭けてショーダウンまで脱落ナシで続行できるルールがあり、途中払い出しを許すと『オールイン』を利用した悪いテクニックを許すことになるのが主な理由である。カードを利用している場合はカードが排出されてからでないとメダルの払い出しはできない。要はデモ画面中限定であるわけで、特にゲストプレイヤーの中にメダル払い出しを忘れて、次に座ったプレイヤーにハイエナされるシーンを多く見かける。ゲームシステムゆえの欠点であるわけだが、十分に注意すべきである。

### SNCメンバーズカード
SNCメンバーズカードとはICカードを使用した、SNC専用のメンバーズカードである。主な用途は段位の記録、アバターの設定である。SNCはメンバーズカード無しでもプレイできるが、2016年3月31日まではゲームの全機能を利用するにはカードが必要であった。2016年4月1日以降は後述のSNC.NETのみでの使用となり、プレイ自体はメンバーズカードが不要となった。
オンライン稼働時には、新規のSNCカードを購入し、購入後にサテライト筐体で「新規カード登録」を行う必要があった（登録行為については無料）。
カードに使用期限はないが、使用可能回数が50回と設定されており、使用可能回数が切れたカードは新規カードを購入しサテライト筐体で更新する必要があった。使用可能回数は同日中に一度目のカード使用で「1」減る。同日中であれば、二度目以降のプレイで使用可能回数が減ることはなかった（ここで言う「同日内」はAM7:00〜翌日のAM6:59までが対象である）。2016年3月15日の5:00以降にカードを紛失した場合は、ネットワークサービス終了前に新規カードを購入して初期段階からプレイすることになる。

### SNC.NET
SNC.NET（エスエヌシー ネット）とは、セガネットワークカジノクラブユーザー向けのネットワークコンテンツサービスであった。
アーケードゲームと連動しており、以下のようなサービスを使用できた。
- SNCで獲得したネットカプセルのオープン
- 戦績・ランキングの閲覧
- アイテムの売買、オークションへの出品・入札
- アバターのコーディネート
- 他のプレイヤーとチームを結成
- 肩書き・、ニックネームの変更（漢字や半角文字も使用可能）
- “凄”役情報（レアな役を出したプレイヤーを表示）
- Casino Queen（SNC連動アイテムゲットを獲得できるカジノゲーム）
- MJ.ポケット4（Ver.3稼動後に追加。同社のアーケード麻雀ゲームMJ4の麻雀アプリゲーム。MJ.NET会員以外はフリープレイのみプレイ可能。）
- SNCカードの再発行の登録・申請
- カスタムチャットメッセージ設定
- SNC稼働店舗の検索、および混雑状況の閲覧
- SNCコンプ

サービスはパソコン向けサイトと、iモード（NTTドコモ）・Yahoo!ケータイ（ソフトバンクモバイル、VGS・3Gの一部機種を除く）・EZweb（au(KDDI)、WAP2対応機種のみ）に対応した携帯電話向けサイトがあり、いずれも有料（一部無料）であった。
SNCカードの再発行の申請は2016年3月15日の5:00を以って、SNCカードの登録、カスタムチャットメッセージ設定、SNC稼働店舗の検索および混雑状況の閲覧、SNCコンプは同年3月31日の23:59を以って、それ以外のコンテンツも2016年8月31日の16:00を以ってそれぞれ終了した。

## 筐体
このゲームはサテライト筐体（複数台）とライブモニタ筐体に分かれている。LINDBERGH基板を使用している。

### サテライト筐体
サテライト筐体はプレイヤーが実際に遊戯する筐体であり、筐体にはメダル投入口、メンバーカード挿入口、カード排出ボタン、メダル排出ボタンのみになっており、ゲーム内の操作はタッチパネルを使って遊ぶ事になる。

### ライブモニタ筐体
ライブモニタ筐体はゲーム中継、リプレイ、ゲームに関するお知らせを放送するSNC CM、ランキングを表示する筐体である。同社のアーケードゲームであるセガネットワーク対戦麻雀MJ3においても同様の筐体が存在するが、このゲームではライブモニタ筐体にも操作ボタンが搭載され、プレイヤーが任意でリプレイを再生したり、ランキングを閲覧する事も可能となった（このモニタは後にMJ4でも採用されている）。2016年4月1日以降はチャレンジゲームのリプレイ、店内ビッグヒットランキング(通算)、店内JACKPOT役獲得者のみ表示される。

### サーバーBOX
通常、プレイヤーの目に触れる場所には設置されていない事が多い。ライブモニタ筐体や各サテライト筐体が接続され、外部ネットとのデータ中継を行っている。

## ゲームのルール
このゲームは2種類から選択するシステムになっており、基本的にはベットボタンを中心とした少ないボタンで遊べるシステムになっている。なお、このゲームは両モード共通でディーラーはゲームには参加しない。プレイヤー同士の対戦となる。
（下で記載している親はディーラーという意味ではなく、見えているカードで一番強いカードを所持してる人を指す）

### セブンカード・スタッド
通常のセブンカード・スタッドでは合計5回あるベットラウンドが、SNCでは2回に省略されている。
通常のセブンカード・スタッドでは、2枚伏せられたカードと1枚の表向きのカードを配られてから最初のベットラウンドが始あり、その後、一枚手札を配るごとにベットラウンドがある。7枚になったときが最後のベッティングラウンドである。
SNCでは伏せられた2枚と表向きの5枚、合計5枚配られたあとに最初のベットラウンドがあり、次に、表向き1枚、伏せられた1枚が配られたのち、すぐに最後のベットグラウンドとなる。

### ブラックジャック
通常のブラックジャックとは異なり、ディーラーはゲームに参加しない。プレイヤーの中で最も強いハンド（21に近い手）が勝利する。また2枚で21になった場合の優先的な勝ちは存在しない。
サレンダー、ダブルダウン、スプリットなどは存在しない。
1. 参加者にクローズで一枚とオープンで一枚のカードを配る。
2. （初級除く）ベッティングインターバル。
3. カードのドローを行う。追加カードはオープンで配られる。なお、オープンのカードの数字の合計が21以上になるとオープンバストとなり自動的に負けになる。ハンドが22以上になった場合でもオープンバストではない場合はクローズバストと呼び、手の強さは最低になるが自動的には負けにならない。
4. ベッティングインターバル。
5. ショウダウン。最強のハンドを持つプレイヤーが複数いた場合は引き分け。また、残ったプレイヤーが全員クローズバストだった場合も引き分け。

### テキサス・ホールデム
SNCの特別ルールとして、ターンとリバーは同時に配られるのでベッティングインターバルが一回省略される。なお、トーナメントモードではターンとリバーの間にベッティングインターバルが入る。
ディーラー・ポジション、ブラインド・ベットが存在しない。

### ドローポーカー
SNCの特別ルールとして、ドローで引いてきたカードは表向きに配られる（全員が見る事が出来る）。そのため手札5枚を全て交換する事はできない。

### 麻雀
SNCでは一局清算の四人打ち麻雀になっており、基本ルールは食いタン・後付けあり、リーチ一発あり、ダブロン・トリプルロンなし（頭ハネ）、ドラは赤ドラ1枚ずつ、槓ドラ・裏ドラ・槓ウラあり、常時東場で連荘あり、途中流局なし、人和は役満、流し満貫ありである。なお、四連刻、大車輪などのローカル役は採用されていない。MJシリーズと同様に、他家アタリ牌を抑えた時に評価ポイントが与えられることもある（C-CHIPが獲得できる場合がある）。
ゲームをプレイする際には、Ver3.2より参加料のみで参加できるようになった。
また、アガリ役・テーブルレートに応じて獲得できるチップ数が異なる。
| 役／レート | 低レート       | 中レート       | 高レート       |
| ---------- | -------------- | -------------- | -------------- |
| (参加料)   | (100 SNC-CHIP) | (200 SNC-CHIP) | (400 SNC-CHIP) |
| (リーチ)   | (20 SNC-CHIP)  | (40 SNC-CHIP)  | (80 SNC-CHIP)  |
| JACKPOT    | 4800 CHIP      | 9600 CHIP      | 19200 CHIP     |
| miniJP     | 2400 CHIP      | 4800 CHIP      | 9600 CHIP      |
| 三倍満     | 1800 CHIP      | 3600 CHIP      | 7200 CHIP      |
| 倍満       | 1200 CHIP      | 2400 CHIP      | 4800 CHIP      |
| 跳満       | 900 CHIP       | 1800 CHIP      | 3600 CHIP      |
| 満貫       | 600 CHIP       | 1200 CHIP      | 2400 CHIP      |
| アガリ     | 300 CHIP       | 600 CHIP       | 1200 CHIP      |

- リーチに必要なSNC-CHIPを、C-CHIPで半分まで充当することが可能である。
- JACKPOTは、人和・地和・天和・小四喜・大四喜・字一色・緑一色・九蓮宝燈・四槓子・純正九蓮宝燈・四暗刻単騎待ち・国士無双十三面待ち・ダブル役満・トリプル役満に限る。
- miniJPは、四暗刻・国士無双・数え役満・大三元に限る。
- アガリは、1飜・2飜・3飜20符・3飜25符・3飜30符・3飜40符・3飜50符・4飜20符・4飜25符に限る。（切り上げ満貫）
- 役満が複合した場合でも、最大配当はJACKPOTのみである。
- ツモでアガリ牌を引いた場合、ツモ切りをすることは出来ない。（フリテン国士無双13面待ち等は不可）
- 包アリ。（ツモ上がられの場合、経験値(子)-320/(親)-480，ロン上がられの場合、放銃者と包該当者で経験値を折半。）
- 国士無双であっても、暗カンに対して槍槓アガリ不可。

### 配当
Ver.1では、アンティや途中でベットしたチップの合計のうち、そのゲームで勝利したプレイヤーが即座にチップとして獲得できるのは全体の7割であり、残りの3割はボーナスゲーム時に影響するボーナスポイント（BP）に加算される。つまりボーナスゲームを除いた控除率は30%であると言える。引き分けが発生した場合、チップ・BPともに頭割りとなる。このため、勝ったのにBETしたチップ分の配当が得られない、いわゆる『取りガミ』が発生することがある。（この場合でも記録としては『勝利』であり、連勝カウントなども有効である）
Ver.2では、アンティ、自分がベットしたチップ、自分以外がベットしたチップにそれぞれ異なる控除率が設定されている（アンティに対して50％、自分のベットに対して0％、自分以外のベットに対して30％）。トーナメントではゲーム中の控除は行われないが、参加時に与えられたトーナメントチップをトーナメント終了時にマシンが買い戻す際、買戻しレートは参加時の半額となっている。その代わりトーナメントで一位になるとWINNERS SLOTに挑戦でき、運が良ければ大量の払い出しを受けることが出来る。
Ver.3では、C-CHIPをベット、並びに麻雀の参加費とライフ追加費（Ver.3.2からはリーチ時）に半分まで充当する事ができる。(100ベットする場合、50C-CHIPと50チップ）。C-CHIPを使わずにプレイするとVer.1時代と同様に、70%がSNC-CHIP，30%がC-CHIPとなるが、C-CHIPを使ってプレイした場合は状況に応じて30〜40%がSNC-CHIP，70〜60%がC-CHIPとなる。

### 役配当
各ポーカーでのロイヤルストレートフラッシュ及びストレートフラッシュ、ブラックジャックでのスペードのJとスペードAを使った21及び7を3枚使った21を完成させた場合は、役配当としてテーブルに応じたボーナスチップを獲得出来る。但しテキサスホールデムのトーナメントのみは役配当が無い。この役配当は完成が配当の条件であり、完成後にベットラウンドで手が滑ってフォールドした場合やストレートフラッシュを完成した場合に他者がより上位のストレートフラッシュやロイヤルストレートフラッシュを完成したためにゲームには負けた場合にも、配当は行われる。

### ボーナスゲーム
Ver.1は「ボーナスゲーム」、Ver.2以降は「チャレンジゲーム」という名称である。

#### Ver.1 から Ver.1.12までのボーナスゲーム 〜チャレンジゲート〜
ボーナスゲームは試合に勝利した時に加算される、ステップゲージ（20段階）が満タンになった時に開始される。このゲージは1勝につき4ゲージ（初級でテーブル倍率が×1の場合のみ2ゲージ）加算される（ただし複数のプレイヤーの勝利が発生した場合、その半分になる）。したがって（複数勝利を別にすれば）初級・×1では10勝（平均30戦）／それ以外では5勝（初級では平均15戦・中級／上級では平均25戦）でボーナスゲームに突入することになる。ボーナスポイントは上級に向かうにつれ多く獲得でき、ボーナスポイントが多いほどボーナスゲーム内の配当も大きくなり大量獲得のチャンスが増える。
ゲーム概要は扉が3つあり、その中から1つの当たりを選ぶ形式となる。当たりを選ぶとボーナスチップが加算される。4つ目の扉はチャレンジゲートと呼ばれ、最初3問の正解数に応じて当たりの数が変わる。全問不正解ならそこで終了となり、全問正解なら突破が確定する。チャレンジゲートを突破するとスペシャルステージとなり、チップ大量獲得のチャンスになっている。6つ目の扉からは2択となっている。
ステップゲージは筐体のプレイヤーが交代してもリセットされずにそのまま残り、カードには記録されないので、後少しでボーナスゲームになる場合、プレイヤーにさらなるゲームのプレイを促す仕組みになっている。

#### Ver.2のチャレンジゲーム 〜Ｖチャレンジ〜
Ver.2よりボーナスゲームのシステムが一新され、ゲーム中に得られる「チャレンジボール」を3つ以上集めることで「チャレンジゲーム」に挑戦できるようになった。（Ver1.12までのボーナスゲーム「チャレンジゲート」は一時廃止となり、Ver.3での再実装を待つことになる）
チャレンジボールの獲得条件は以下の通り
- ゲームに勝利した際にランダムで獲得できる（金・銀・青のいずれかのボール）
- 画面左下の「チャレンジフィールド」でボールのマスに止まった時（金・銀・青のいずれかのボール）
- 「チャレンジフィールド」で緑色のミニボールを4つ溜めた時（止まった回数はチャレンジフィールドのゲージに表示されている）（4つ溜めると、金・銀・青のいずれかのボールに変化）

チャレンジボールを3つ以上獲得するとチャレンジゲームに挑戦できる。（3つ以上貯めておくことも可能。その場合貯めたボールの数分後述のVチャレンジに挑戦できる）
9つ集めると強制的にチャレンジゲームに移行する。
チャレンジゲームの流れは以下の通り
1. 獲得したチャレンジボールで「Vチャレンジ」に挑戦する。Vチャレンジはチャレンジボールをフィールドに打ち出し、3つのホールのうちVホール（1つ）を狙うものである。
Vホールへ入賞した場合は次の「チャレンジスロット」へ進む。Vホール以外の2つの穴に入った場合はLOSTとなり何も得られない。LOSTになった場合、チャレンジボールをすべて失うまでVチャレンジを繰り返す。
ボール発射時にフィールド上部のx2,x3,x5のランプが点灯すると後述の「チャレンジスロット」「JPルーレット」で得られる獲得枚数が、点灯したランプに応じた数を乗じた枚数になる。
チャレンジボールをすべて失った際に獲得したチップがある場合は「ダブルアップチャレンジ」へ進む。獲得チップが0の場合にはNO BONUSとなり、ボーナスは獲得できずチャレンジゲーム終了となる。
2. Vホールに入賞するとチャレンジスロットがスタートする。このチャレンジスロットは入賞したチャレンジボールの色によりゴールドスロット・シルバースロット・ブルースロットに分かれており、上位のスロットの方が獲得チップ数が多いようになっている。
枚数のマスで止まった場合には、そのチップ数を獲得しVチャレンジへ戻る。（チャレンジボールが残っていない場合は「ダブルアップチャレンジ」へ進む）
「JP Chance」のマスで止まった場合、「ＪＰルーレット」へ進む。
3. 「JPルーレット」ではJackpot、miniJackpot、もしくは示されている枚数を獲得する。
4. 全てのチャレンジボールを射出した後、獲得メダルがある場合「ダブルアップチャレンジ」に挑戦できる。これは獲得した全チップを賭けてＶチャレンジ同様のフィールドに玉を打ち出すもので、入った穴に応じx0（全て没収）、x1（枚数変わらず）、x2（倍になる）のいずれかになる。ダブルアップチャレンジには複数回挑戦することが可能であり、回数の上限に達するか、途中で抜ける、x0に入るのいずれかでチャレンジゲーム終了となる。

チャレンジボールも前バージョンのボーナスゲージ同様、カードには記録されずプレーヤーが交代しても筐体に残る。
なお、チャレンジボールは初級より中級,中級より上級とベット額の高いテーブルになる程、銀や金ボールの出る確率が高くなる。

#### Ver.2.1のチャレンジゲーム
基本的な部分はVer.2と同じであるが、チャレンジゲームの進行方法が若干変更されている。また、ライブモニタ筐体にリプレイが記録される場合がある。
1. 最初の「Vチャレンジ」が、ボールを全て打ち切るまで続くよう、選択する事が可能になった。
直前のボールがまだ穴に入っていなくても、途中から次のボールが打ち出せるようになる。出現するボールには、x2,x3,x5のいずれかが書かれていることがあり、数値が書かれているボールがVホールに入賞すると、「チャレンジスロット」「JPルーレット」で得られる獲得枚数が、ボールに書かれた数値の数を乗じた枚数になる。
2. その後、Vホールに入賞したボールの数だけ、連続して「チャレンジスロット」に挑戦する。
1回でも「JP Chance」のマスで止まった場合、チャレンジスロットが全て終了した後に、「JPルーレット」に進む。（無ければダブルアップチャレンジへ。）
3. 「JPルーレット」も同様に、「JP Chance」で止まったボールの数だけ連続で行われる。
4. JPルーレット終了後、「ダブルアップチャレンジ」へ。これについてはVer.2とほぼ同じ。

#### Ver.3のチャレンジゲーム
Ver.3では新たに導入されたC-CHIPを1000枚以上獲得し、且つWINゲージが満タンになるとチャレンジゲームに挑戦できるようになる（WINゲージはゲームに5勝すると満タンになる）。また、「Vチャレンジ」と「チャレンジゲート」の両方が実装され、どちらかから選択できるようになった。

### 段位
SNCメンバーズカードを使用する場合はカードに段位が記録される。経験値が一定以上に到達すると昇格し、一定以下になると降格するシステムになっている。試合毎にチップの収支から経験値を算出するが、初段より上のプレイヤーの場合は±2段のプレイヤーが同席した際には「直接対決」と銘打ち、そのプレイヤーとのスコアの差により経験値が変動する。なお、段級位が低い程経験値は減りにくく増えやすい。高い場合は減りやすく増えにくい。直接対決は1対1で行われ、自分か相手がテーブルから離れるまで続けられる。（その間により段位の近いプレーヤーが同席しても直接対決の相手は変わらない）

## バージョンによる変遷

### バージョン 1.1
2007年7月23日より、Ver.1.10のロケーションテストが全国の一部アミューズメント施設で行われていた。これまで利用していたSNCメンバーズカードは引き続き利用可能だが、一度1.10でプレイしたカードは1.10でない筐体で利用できなくなるので注意が必要である。ロケーションテストで利用したカードは1.1以降が本格的に稼働した際にそのまま利用できた。
2007年9月11日よりVer.1.11が、10月4日よりVer.1.12が全国稼動開始した。
- Myレート設定（Ver.2では廃止）

1ゲームごとに、ゲームに1倍から5倍（上級テーブルは1倍か2倍のみ）までのレートを設定できる様になった。例えばレートを2倍にするとBET額が2倍になる代わりにWIN額も2倍になる。これは、自分だけの設定であり他のプレイヤーには影響を与えない。役配当などにも影響するので、上級テーブルで2倍にした時のロイヤルフラッシュは6万チップというまさにジャックポットとなる。
- 段位認定の方法変更

段位のプレイヤーはこれまでは±1段のプレイヤーと同席した際に発生する段位認定戦でのみ経験値が変動したが、1.10では通常のプレイにおいても経験値変動が発生するようになった。±2段のプレイヤーと同席した際には「直接対決」と銘打ち、そのプレイヤーとのスコアの差により経験値が変動する。また、これまでは一度辿り着けば以後段位変動が無くなった10段のプレイヤーも経験値が変動する様になった。
- テーブルの設定変更

アンティやベット額などが一部変更されている。主な点では、7スタッドポーカーの初級が2ラウンド制に変更されたり、上級テーブルの150BETが廃止されたりしている。
- 全国イベント

実施はVer.1.12より。期間限定でセブンカードスタッドポーカー又はブラックジャックの成績で日本一を目指す、全国規模の大会が行われるようになった。大会に参加し、規定試合数以上のゲームを行えば、必ずイベント参加特典が授与され、成績が上位である程、より良い特典が与えられる。

### バージョン 2
2008年2月28日から、Ver.2が稼動した。主な変更点は以下の通りである。
- テキサスホールデムとドローポーカーが追加
  - テキサスホールデムは「手札2枚配布」→「ベット」→「共有札3枚配布」→「ベット」→「共有札2枚配布」→「ベット」→「ショウダウン」という3ラウンド構成となる。
  - ドローポーカーは「手札配布」→「ベット」→「手札交換」→「ベット」→「ショウダウン」という2ラウンド構成。但し特殊ルールとして、交換した際に配られる手札は全体に公開される。そのため交換出来るのは4枚まで。
- テキサスホールデムでは3人によるトーナメントゲームがプレイ可能。最初に参加料を払って規定枚数の専用チップを受け取り、最大9ゲームをプレイした後の専用チップの枚数が最も多いプレイヤーの勝利。トーナメントゲームのベットはノーリミットルールが採用されている。
- オールインについて変更が施された。1つが負けたときの強制退場。オールイン自体、ショウダウンまでゲームに参加できることから相手に作戦の幅を狭める効果があり、さらにゲーム場によっては、1枚で50クレジット（10チップルールなら500チップを意味する）とかの価値のあるメダルを採用しているため、オールインで負けた後速やかに参加費（アンティ）が供給できるという『技術上のハンデ』が存在するという問題があった。今回オールイン負けで強制退場されることにより継続的戦術としては使えなくなり、他のプレイヤーにとって目先の不快感から解放されることになった。2つ目がサイドベットの扱い。これまでは宙に浮いたサイドベットはすべて返却だったが、今回からこれについても勝負が発生し、勝者に配当が渡ることになる。
- ゲームに勝利すると「チャレンジボール」がランダムで獲得出来、チャレンジボールを3つ集めると大量払い出しも可能な「チャレンジゲーム」に挑戦出来る。
  - ファミ通によるプライベートショーのレポートなどによると、ボーナスゲージらしきものが画面写真に無い事や、画面上部のポットの表示がチップとBPに別れていない事などから、これまでのボーナスゲームや30%の控除は何らかの変更もしくは撤廃がなされていることが推測される。

（補注：『アンティ50%・他者BET30%・自分BET0』となっている。自分のBETに控除がないのが画期的。以前のバージョンだとここにも控除率30%がかかっていて、必勝の場面でもMAXすると全員降りた時30%持ってかれてしまうので、MINで対応するという『チキンプレイ』の原因となっていた。今回控除がなくなったことによりこの問題は解決され、戦術としてのMAXが障害無しで出来るようになった）
- SNC.NETに登録していれば、カード紛失時に再発行が可能になる。

### バージョン 2.1
2008年7月23日から、Ver.2.1が稼動した。主な変更点は以下の通りである。
- テキサスホールデムトーナメントに、「初級」及び「シングル対戦」（CPU対戦）を追加。
  - トーナメントの「初級」及び「シングル対戦」は、メンバーズカードを所持しなくても参加が可能である。参加チップは、中級の半額となり、ランクの変動はしない。
  - なお、従来のゲームは中級となり、ルールの変更は無し。
- 「チャレンジゲーム」に、「オートスタート」と、「スピード設定」を追加し、ゲームのテンポをアップした。
- BIGHITのアピール強化。
  - チャレンジゲームや、ジャックポット等の1000チップ以上のBIGHIT情報をリアルタイムで全国のオンラインの筐体に表示される。ゲーム画面上部のテロップインフォメーションに随時、発生した店舗・都道府県・獲得枚数が表示される。なお、店舗内で発生したBIGHITも、従来通り表示される。また、本日の最大チップ獲得情報・スリーセブン情報・ロイヤルフラッシュの情報は一定の間隔で表示される。
  - 本日の獲得チップ情報は、「SNC.NET」のトップ画面にも表示されるようになった。サイトにログインした時点の最新の獲得枚数・店舗名が表示される(1000チップ以下及びゲストでも表示される。)。
- リプレイ機能を強化。
  - Ver.2までは、7カードポーカーのみだったリプレイ機能を、テキサスホールデムトーナメント及び、チャレンジゲームのベストリプレイを閲覧できるようになった。従来通りテーマが名づけられたリプレイを任意で再生できる。また、店舗内のみならず、全国のベストリプレイを閲覧可能である。
- 役の成立の確率表示を追加。
  - 手札の左側にある、テキサスホールデム、7カードスタッドポーカーのストレート以上の役が、ブラックジャックは19〜21の成立の可能性を、パーセント確率で表示されるようになった。なお、ドローポーカーのみ確率・成立役は表示されない。

### バージョン 3
2009年2月19日から、Ver.3が稼働した。主な変更点は以下の通りである。
- 麻雀が追加（当初は低レートと中レートのみ）。
- 初級、中級、上級テーブルの呼び方を、低レート、中レート、高レートテーブルとした。
- 高レートテーブルでは専用の高レートルールを追加。
- トーナメントモードにセブンカードスタッドも追加。
- 上級段位を追加。
  - 従来までは10段が最高ランクだったが、さらに、その段位が追加された。
  - 強者→賢者→王者→覇者→闘王→賢王→帝王→覇王→伏龍へと上がっていく。
- C-CHIPを導入。
  - C-CHIPは勝利時にPOTの一部（麻雀では役配当の一部）が加算される。
また、ボーナスカード（麻雀以外）や押さえた他家のアタリ牌（麻雀限定）、チャレンジゲームでも獲得できる。
  - 獲得したC-CHIPはチャレンジゲームに使用できるが、トランプゲームではベット時、麻雀では参加費の支払いやLIFE追加時に通常のチップの半額分までをC-CHIPで代用することもできる（アンティやトーナメントには使用不可）
- トーナメントモードでも、全国大会を開催。

### バージョン 3.1
2009年4月9日から、Ver.3.1が稼働した。主な変更点は以下の通りである。
- 麻雀にも高レートテーブルを追加。

### バージョン 3.2
2009年12月2日から一部店舗にて行われたロケテストを経て、同12月24日よりVer.3.2が正式稼働した最終バージョン。主な変更点は以下の通りである。
- テキサスホールデムのトーナメントに高レートテーブルを追加。
- ドローポーカーのシングルにも高レートテーブルを追加。
- 各カードゲームの中レートテーブルのルールを変更。
- 7カードスタッドの高レートテーブルを4ラウンド制に変更。
- 麻雀に於いて以下の通りに仕様変更。
  - LIFE制を廃止。「参加費」のみでプレイ可能になる。
  - C-CHIP使用場所が参加費支払時からリーチ時に変更。
  - 評価ポイントの変換先がC-CHIPから経験値に変更。
  - シングルプレイ時のレート変更機能に対応。
  - 同時牌検索機能を追加。
  - 牌を切る早さに応じて残りタイムが増えるタイムボーナスを追加。
- メダルバンクに対応。設置店では接続されたSNCの筺体から直接メダルの預け入れや払い出しが可能になる。
- 段位システムや、1ゲームで使えるC-CHIP数の上限を調整。
- アイテムを多数追加。
- 「SNCコンプ」を導入。
  - 利用したチップ数に応じて「コンプポイント」が獲得でき、到達基準を満たすことで専用アイテムや肩書などの特典が受けられる「コンプ会員」になれる。
  - 「コンプ会員」のレベルは下からブルー、シルバー、ゴールドの3種類がある。
  - レベルの変動は月ごとに行われる。
  - コンプポイントを獲得するにはSNC.NETの会員になることが条件。
  - 2010年1月1日より開始されたが、2016年3月31日の23:59を以って終了[4]。